# Jezioro Sieniawskie
Jezioro Sieniawskie (Zbiornik Sieniawski, Zbiornik Wodny Besko) – zalew utworzony w 172,8 kilometrze rzeki Wisłok w 1978 roku w pobliżu miejscowości Sieniawa w gminie Rymanów na obszarze Kotliny Jasielsko-Krośnieńskiej. 

## Charakterystyka

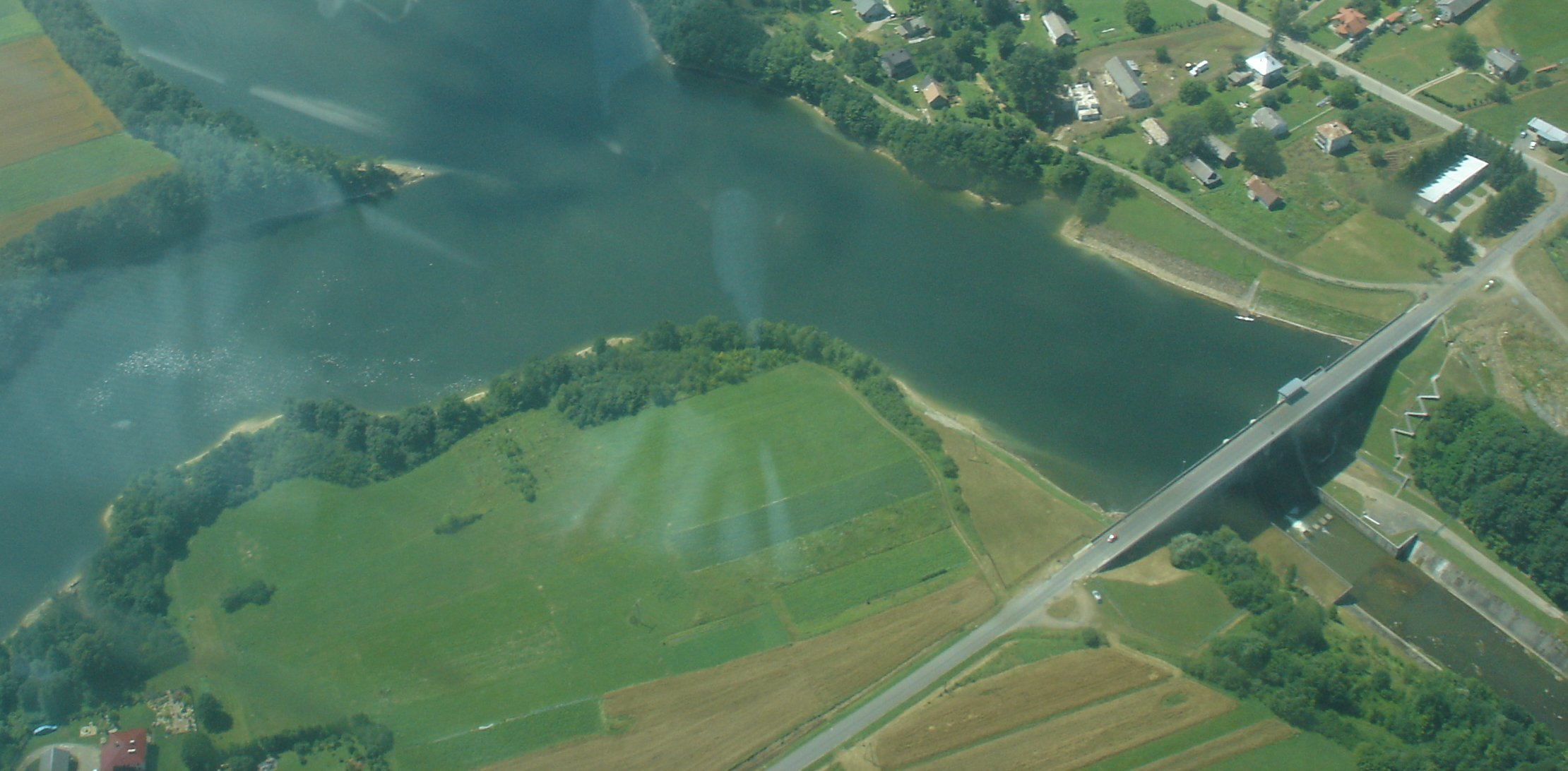
Jezioro Sieniawskie – zapora

Zbiornik wodny ma powierzchnię prawie 1,3 km², pojemność ok. 14,2 mln m³ (w tym ok. 4,4 mln m³ rezerwy powodziowej) i maksymalną głębokość ok. 29 m. Według pierwotnych planów miał się znajdować dwa kilometry niżej, w pobliżu wsi Besko. Okręg PZW Krosno regularnie wpuszcza do niego narybek karpia i szczupaka i są to na tym akwenie najczęściej łowione ryby. Oprócz nich w zbiorniku występuje również płoć, kleń, sandacz, okoń, sieja i sum. Ponad połowa długości brzegu to wysokie urwiste ściany, co utrudnia wędkowanie z brzegu.
Zbiornik pełni funkcję przeciwpowodziową, retencyjną, zaopatrzeniową i rekreacyjną.
Wodę spiętrza betonowa zapora, która ma 174 metry długości, 38 metrów wysokości (wysokość piętrzenia to ok. 30 metrów) i 8,5 metra szerokości w koronie. Po koronie zapory przebiega droga wojewódzka nr 889 z Rymanowa do Szczawnego. W korpusie zapory znajdują się pompownia i ujęcia wody do celów komunalnych dla Rymanowa i Iwonicza-Zdroju, a także dla pobliskiego gospodarstwa hodowli pstrągów. Brak przepławki dla ryb. Przy zaporze funkcjonuje mała elektrownia wodna. Zarząd nad zaporą pełni Regionalny Zarząd Gospodarki Wodnej w Rzeszowie. 
Dla ochrony wsi Sieniawa wybudowano 600 m obwałowań bocznych zbiornika.

## Odniesienia w kulturze
Podczas budowy zapory w 1976 kręcono tu sceny do pierwszego odcinka serialu telewizyjnego Znaki szczególne z Bronisławem Cieślakiem w roli głównej.